# Salvenkirchl

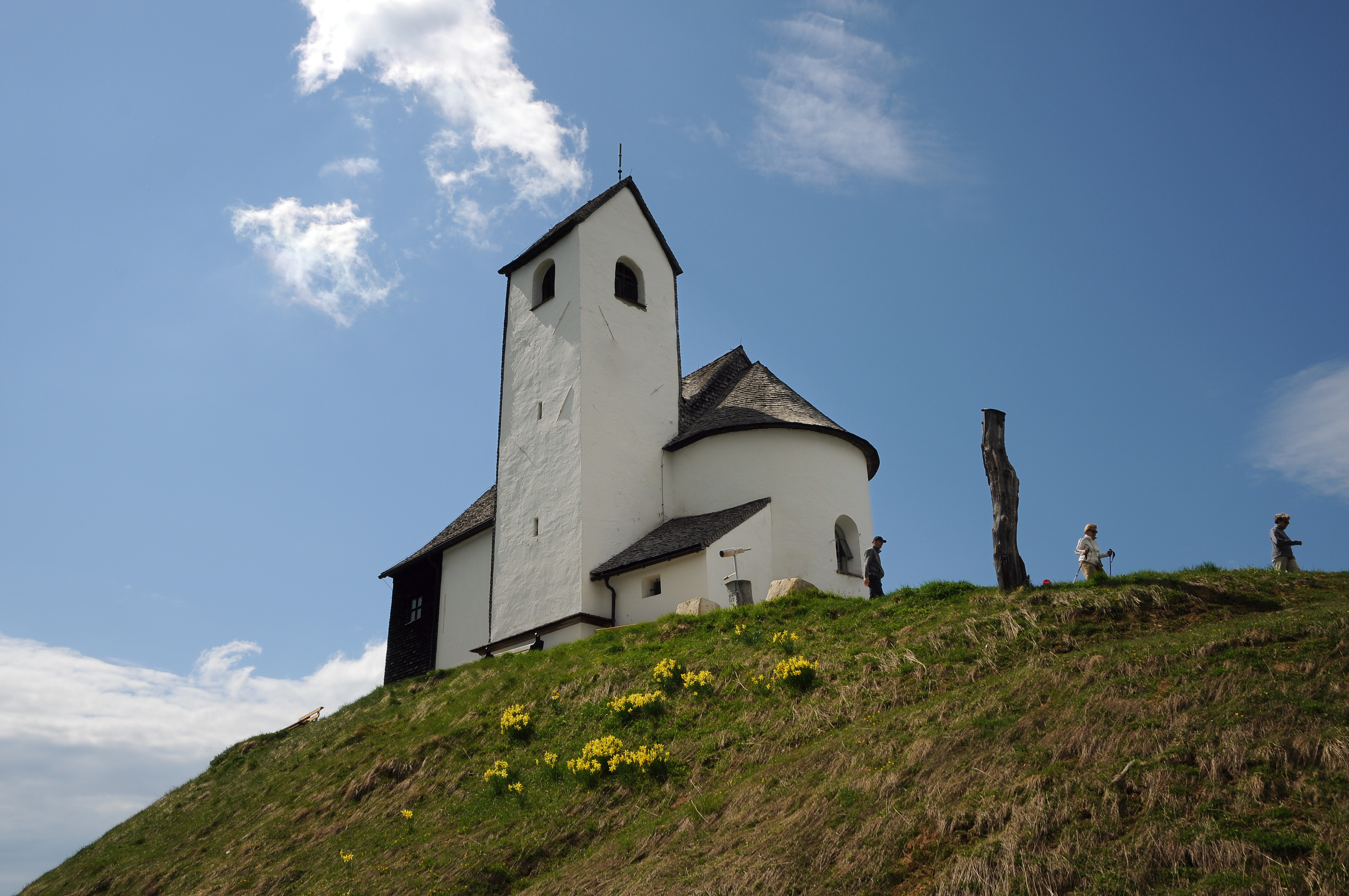
Ostansicht der Wallfahrtskirche

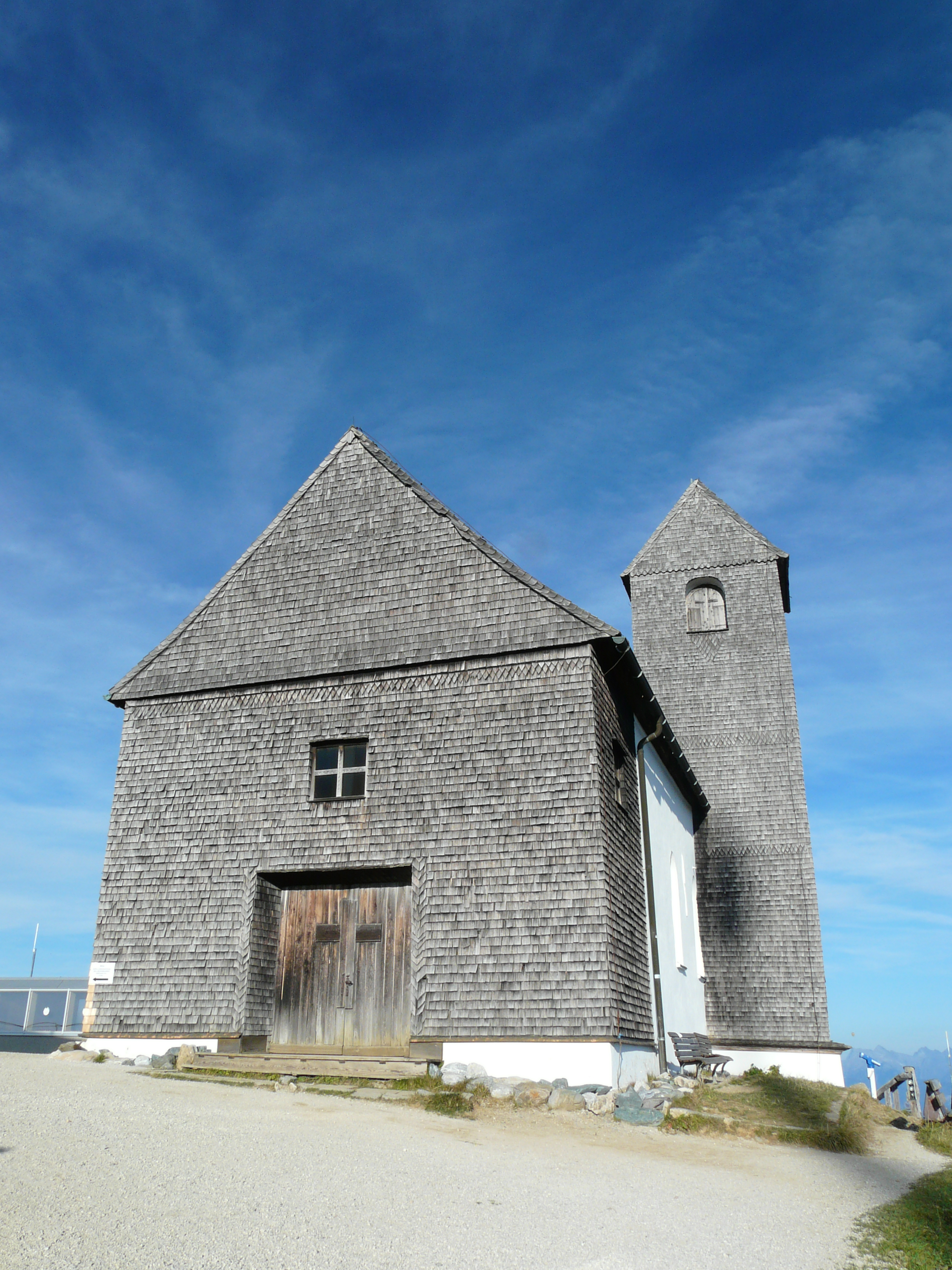
Westseite

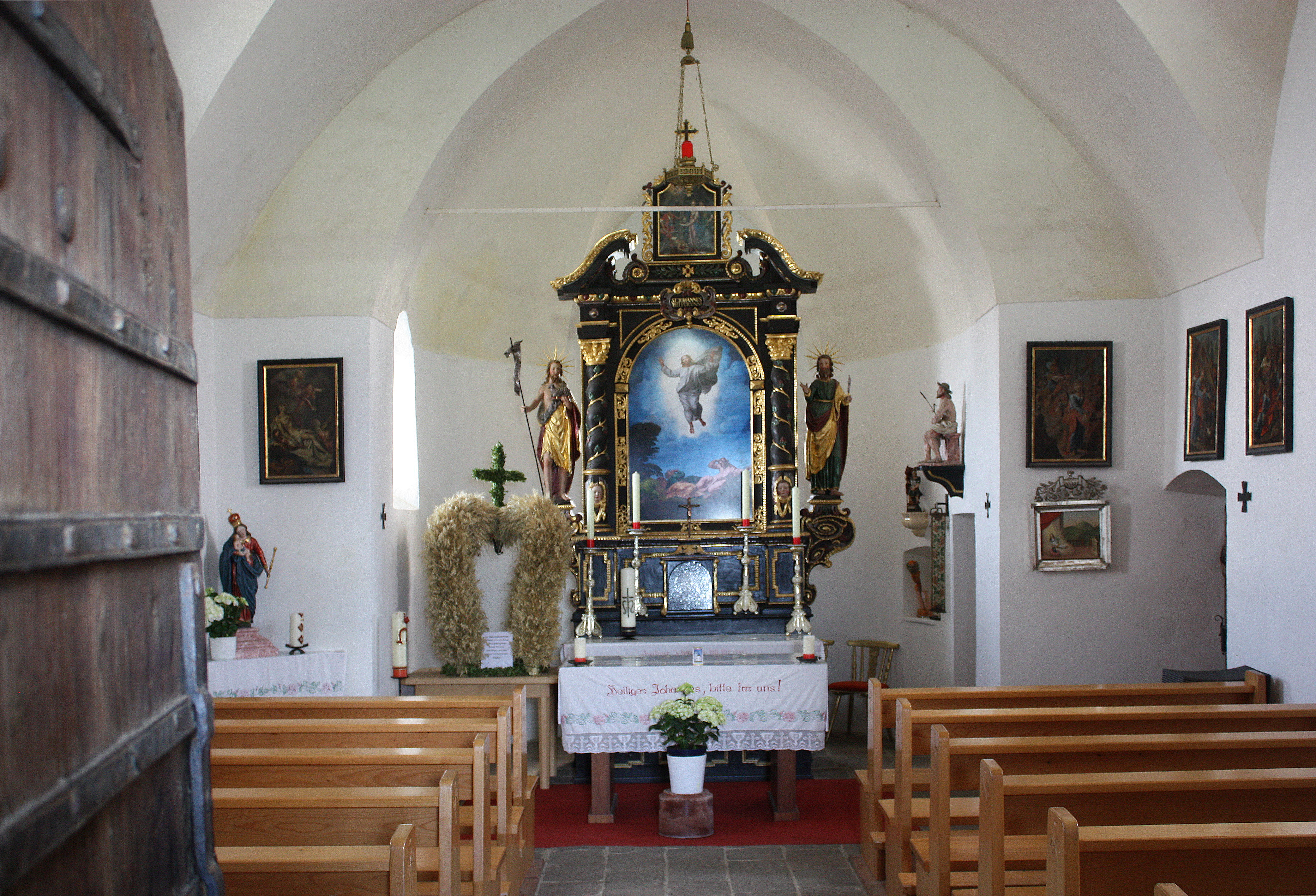
Innenansicht, Blick zum Altar

Die Wallfahrtskapelle zum hl. Johannes auf der Hohen Salve, auch Salvenkirchl, befindet sich auf dem Gipfel der Hohen Salve (1829 m ü. A.) in den Kitzbüheler Alpen in Tirol im Gemeindegebiet von Westendorf, und gilt als höchstgelegene Wallfahrtskirche Österreichs.
Sie ist eine Filialkirche der Pfarr- und Dekanatskirche in Brixen im Thale und ist dem heiligen Johannes dem Täufer geweiht.

## Geschichte
Das Gotteshaus wurde im Jahre 1589 erstmals schriftlich unter der Beschreibung „Salvenberg – eine Kirche des hl. Johannes“ erwähnt. Der Bauer Andreas Schwender aus Brixen im Thale hatte es aufgrund seiner Genesung von einer schweren Krankheit als Dank für Gott gebaut.
Bald kamen schon von weit und breit Pilger aus allen Richtungen, um die neue Kirche zu besichtigen, insbesondere bei Kopfleiden sollte sie – entsprechend dem Martyrium des Täufers – helfen. Man merkte schnell, dass die Kapelle zu klein wurde und man erweiterte sie im Jahre 1625 schon zweimal aufgrund des großen Besucherzustroms. Auch gab es schon die Erlaubnis, heilige Messen darin abzuhalten.
Die Salzburger Bürger Widmer und Elisabeth Elslerin, die auch von einer schweren Krankheit betroffen waren, wurden nach einem Besuch auf der Hohen Salve vollständig geheilt und spendeten daher einen Altar. 1618 schenkte der Bischof von Chiemsee Erenfried Graf Khuenburg, dem die Kirche seinerzeit unterstand, der Kirche 150 Gulden. Es wurde auch um 70 Gulden ein neues Haus für die Übernachtung des diensttuenden Priesters errichtet. Daraufhin wuchs das Vermögen der Kirche enorm, vor allem durch das Opferstockgeld, aber auch durch die reichlich gespendeten Wachsvotive. 1641 betrug das Vermögen 1851 Gulden.

In diesem Jahr erbaute man die neue Kirche, die noch heute steht – die alte war kurz vorher nach Blitzschlag abgebrannt.
Die Wallfahrtskirche wurde aber auch weiterhin nicht von Unglücksfällen verschont. Es gab zwischen 1619 und 1819 über 20 Brandfälle durch Blitzschlag. Man entschied sich daher für eine Schauer- und Wetterglocke. Am 18. Dezember 1751 ordnete der Bischof Franz Carl von Chiemsee an, dass die durch Blitzschlag beschädigte Glocke umgegossen werden sollte. Der Ober der Volksmissionen der Jesuiten P. Miller S.J. empfahl ein Loretoglöcklein zu gießen, da diese besonders bei Unwettern hilfreich seien.
Erst als 1784 der Dechant Wishofer von St. Johann in Tirol einen Blitzableiter auf der Salvenkirche installierte, schien diese Gefahr gebannt. Aber dieser wurde 1807 wieder zerstört. Auch das Loretoglöcklein musste entfernt werden. Dieses schenkte der Sensenschmit Angerer in Haslau bei Hopfgarten im Brixental der Kirche Elsbethen.
Das Patrozinium der Wallfahrtskirche ist am 24. Juni und gilt als Hauptfesttag, sowie auch der Annatag am 26. Juli und der Bartholomä am 24. August. Die Feierlichkeiten, bei denen die Wallfahrer ein geschnitztes Haupt des Hl. Johannes um den Altar trugen, werden aber seit 1945 nur mehr am Annatag abgehalten.
Heute ist die Hohe Salve einer der meistbesuchten Gipfel in Tirol. Man erreicht ihn mit einer Gondelbahn von Hopfgarten sowie mit der Gondelbahn von Hochsöll. Somit ist die Salve auch für den Wintersport erschlossen.

## Beschreibung

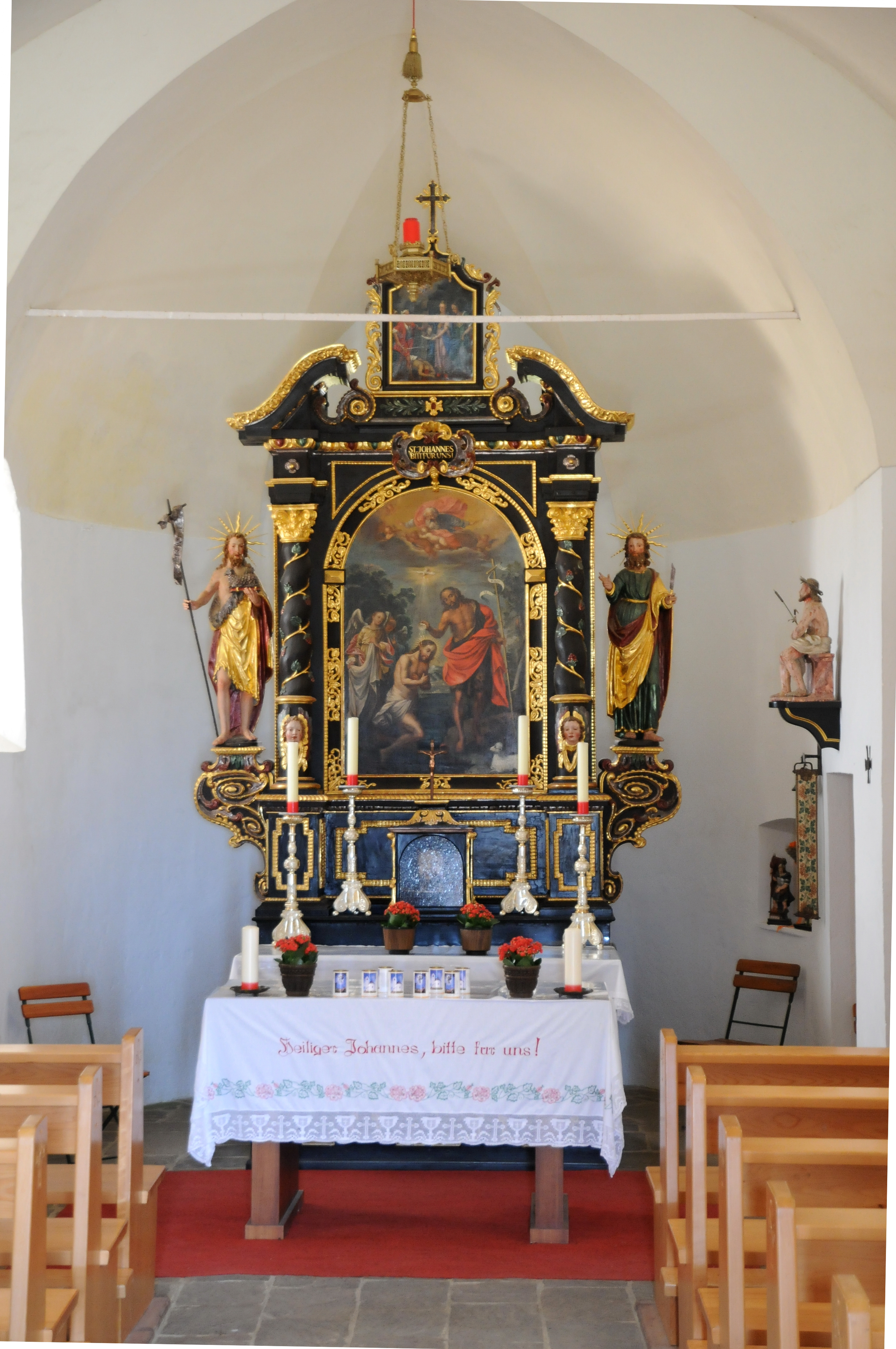
Altar

Der heutige gemauerte, zweijochige Bau mit eingezogener Rundapsis und Südturm stammt von 1641. 1972 wurde nach Plänen von Clemens Holzmeister ein hölzerner Vorbau angefügt, der in Höhe und Breite direkt an die Kapelle anschließt. Er besitzt ein breites, zweiflügeliges Tor, darüber ein quadratisches Fenster und ist gemeinsam mit der nördlichen Traufseite der Kapelle und der Südseite des Turmes durchgehend verschindelt. An den beiden Traufseiten befinden sich je zwei, im Chorscheitel ein leicht spitzbogiges Fenster, an der Nordseite des Chores ein segmentbogiges Fenster. Die Kapelle besitzt ein geschweiftes, über der Apsis entsprechend abgewalmtes, mit Schindeln gedecktes Satteldach. Der Turm weist rundbogige Schallöffnungen und ein Satteldach auf, zwischen Turm und Chor ist der eingeschoßige Sakristeianbau mit Pultdach angefügt. An der Eingangswand im Vorraum ist eine Tür mit steinernem, schulterbogigem Sturz und neuem Gitter, links und rechts der Tür befinden zwei weitere, rundbogige Fenster mit Durchsteckgitter und abgestufter und gefaster, steinerner Laibung. 
Der Innenraum ist mit einer leichten Spitztonne mit Stichkappen überwölbt, der Chorbogen ist ebenfalls spitz. Der geschnitzte Hochaltar von 1666 trägt ein Bild der Taufe Jesu und die Statuen des hl. Johannes des Täufers und des hl. Bartholomäus.